# Palmas FR
Palmas FR is een Braziliaanse voetbalclub uit Palmas in de staat Tocantins.

## Geschiedenis
De club werd opgericht op 31 januari 1997. In 2019 was Palmas de eerste club uit de staat die de staatstitel zeven keer wist te veroveren. 

## Erelijst
Campeonato Tocantinense
2000, 2001, 2003, 2004, 2007, 2018, 2019, 2020